# Germana
Germana – imię żeńskie pochodzenia łacińskiego; żeński odpowiednik imienia German. Wywodzi się od nazwy Germanus pochodzącej od nazwy etnicznej Germania; istnieje także słowo łacińskie germanus „rodzony, spokrewniony z kimś”.
W Polsce rzadkie. W styczniu 2024 r. w rejestrze PESEL, wśród publicznie dostępnych danych dotyczących osób żyjących, wykazano 6 kobiet o imieniu Germana nadanym jako imię pierwsze.
Germana imieniny obchodzi 19 stycznia i 15 czerwca (w dzień wspomnienia św. Germany Cousin).

## Kobiety o imieniu Germana
- Germaine Greer – pisarka australijska
- Germaine Tailleferre – kompozytorka francuska.